# دان حالوتس
دان حالوتس (به عبری: דן חלוץ)، ۱۸مین فرمانده ستاد کل فرماندهی و عملیات ارتش اسرائیل و ژنرالی سه‌ستاره است
وی زاده والدینی ایرانی است.
ژنرال دان حالوتس، همچنین فرمانده سابق نیروی هوایی ارتش اسرائیل و از خلبانان نیروی هوایی اسرائیل بود که در عملیات نابودسازی نیروگاه اتمی عراق موسوم به عملیات اپرا در خلال جنگ ایران و عراق شرکت داشت.
در طول جنگ اسرائیل و لبنان در سال ۲۰۰۶ میلادی که ۳۴ روز به طول انجامید، وی در مقام فرمانده ستاد کل فرماندهی و عملیات ارتش اسرائیل، فرماندهی نیروهای دفاعی اسرائیل را بر عهده داشت.